# 橙额鸦雀
橙额鸦雀（学名：Suthora nipalensis）为鸦雀科金色鸦雀属的鸟类，俗名黑喉鸦雀、橙背鸦雀。分布于尼泊尔、锡金、不丹、印度、缅甸、老挝、泰国、越南、台灣以及中国的自西藏东南部向东几乎遍布华南、北抵陕西秦岭，多见于栖处随地区而不同、活动于竹丛以及灌丛或常绿林的稠密下木间。该物种的模式产地在尼泊尔。

## 亚种
- 橙额鸦雀瑶山亚种（学名：Suthora nipalensis craddocki）。分布于缅甸以及中国大陆的广西等地。该物种的模式产地在缅甸掸邦LoiPang-nan。[3]
- 橙额鸦雀藏南亚种（学名：Suthora nipalensis crocotius）。分布于不丹以及西藏等地。该物种的模式产地在不丹东部。[4]
- 橙额鸦雀挂墩亚种（学名：Suthora nipalensis pallidus），是中国的特有物种。分布于福建等地。该物种的模式产地在福建挂墩。[5]
- 橙额鸦雀滇西亚种（学名：Suthora nipalensis poliotis）。分布于不丹、印度、缅甸以及中国大陆的云南等地。该物种的模式产地在喜马拉雅山脉东部CherraPunji。[6]
- 橙额鸦雀四川亚种（学名：Suthora nipalensis verreauxi），是中国的特有物种。分布于四川、北抵陕西、东达湖北、南至云南等地。该物种的模式产地在四川宝兴。[7]